# 古斯波特 (印第安納州)
古斯波特（英語：Gooseport）是位於美國印第安納州華盛頓縣的一個非建制地區。該地的面積和人口皆未知。

## 地理
古斯波特所處的海拔為高於海平面174米（即571英呎），而該地所採用的時區為UTC-5，即北美東部時區（EST）。同時該地設有夏令時間，為UTC-5調快一小時，即UTC-4（EDT）。